# Brique du Forez
De Brique du Forez is een Franse kaas uit de regio rond Lyon, uit de Monts du Forez.
De kaas wordt gemaakt in de vorm van een steen (brique) van geitenmelk, waar echter vaak een hoeveelheid koemelk aan toegevoegd is. Andere namen die voor deze kaas gehanteerd worden zijn de Cabrion of de Chevreton.
Het stremsel was vanouds kalfsleb, maar tegenwoordig wordt ook een bacterieel melkzuur stremsel toegepast, wat wel een duidelijke invloed op de smaak heeft. De kaas heeft een witte, ietwat blauwachtige natuurlijke korst wanneer uitsluitend geitenmelk gebruikt is. Zit er ook koemelk in de kaas, dan krijgt de kaas een wit-grijzige schimmelkorst